# Präseniline
Präseniline sind eine Familie von Transmembranproteinen, die zusammen mit Nicastrin, PEN-2 und APH-1 den Gamma-Sekretase-Komplex bilden. Wirbeltiere haben zwei Präsenilin-Gene: PSEN1 (beim Menschen auf Chromosom 14), das die Erbinformation für Präsenilin 1 (PS-1) enthält, und PSEN2 (auf Chromosom 1 bei Menschen) für Präsenilin 2 (PS-2). Beide Gene sind zwischen den Arten konserviert, zwischen dem Gen der Ratte und dem des Menschen besteht nur wenig Unterschied. Auch bei dem Fadenwurm Caenorhabditis elegans finden sich zwei Gene, sel-12 und hop-1 genannt, die den Präsenilinen ähneln und wahrscheinlich dieselbe Funktion besitzen.
Präseniline werden in der alpha-helikalen Region einer der cytoplasmatischen Schleifen in ein größeres N-terminales und ein kleineres C-terminales Stück gespalten. Beide Stücke bilden einen Teil des Gamma-Sekretase-Komplexes. Die Spaltung von Präsenilin 1 wird durch eine Mutation verhindert, die zum Verlust des Exons 9 führt. Durch diese Mutation verliert das Präsenilin seine Funktion. Es ist auch bekannt, dass Mutationen in den Präsenilin-Genen die familiäre (genetisch bedingte) Alzheimerkrankheit verursachen. Diese manifestiert sich wesentlich früher als die nicht erbliche Variante.
Die Präseniline sind auch in der Spaltung des Proteins Notch involviert, das in der Embryonalentwicklung eine wichtige Rolle spielt.